# جيمس ماديسون
جيمس ماديسون الابن (بالإنجليزية: James Madison, Jr.) (16 مارس 1751 - 28 يونيو 1836)، رابع رئيس للولايات المتحدة بالفترة من 1809 – 1817، وعرف بأبي الدستور. لعب دوراً هاماً في وضع دستور الولايات المتحدة عام 1787 بالتعاون مع ألكسندر هاميلتون وجون جاي، وكان من بين الزعماء الرئيسيين المؤيدين لمغزى الدستور في الصحف الفيدرالية في عام 1788. قام بإنشاء الحزب الجمهوري الديموقراطي في منتصف التسعينيات من القرن الثامن عشر بالتعاون الوطيد مع توماس جفرسون وأسس حركة جراس رووتس (جذور العشب Grass Roots) ذات النشاط السياسي والتي انتصرت في انتخابات عام 1800 والتي يشار إليها بثورة 1800. وقام بمضاعفة مساحة الدولة عندما قام بصفقة شراء لويزيانا من فرنسا أثناء توليه منصب سكرتير دولة.
وعندما أصبح رئيساً أعلن الحرب على بريطانيا التي عرفت في بريطانيا بحرب 1812 أو الحرب الأمريكية والتي انتهت عام 1815 وسادت بعدها البلاد روح قومية.

## نشأته
ولد في ميناء كونواي بولاية فيرجينيا، وكان أكبر أشقائه الإثني عشر وأحد السبعة الذين عاشوا حتى وصلوا مرحلة البلوغ. كان والده الكولونيل جيمس ماديسون الأب ووالدته نيلي كونواي ماديسون من مالكي العبيد ومن الملاك الأثرياء لمزارع التبغ في مقاطعة أورانج بولاية فيرجينيا حيث أمضى معظم سنين طفولته وتربى على مبادئ الكنيسة الإنجليزية (الأسقفية البروتستانتية) وعاش حياة زراعية بفضل جده الأكبر جون ماديسون الإبن الذي استفاد من نظام تقسيم الأراضي بفيرجينيا والذي سمح له بجلب العبيد للعمل في أرضه مما ساعده على تجميع مساحات كبيرة من الأراضي، فكان كأسلافه مالكا للعبيد.
في عام 1769 ترك الزراعة والتحق بكلية نيوجيرزي والتي أصبحت تعرف فيما بعد بجامعة برنستون، وقد أنهى دراسته في سنتين بدلاً من أربع سنين، حيث أجهد نفسه بالعمل الإضافي كي يحقق هذا الإنجاز، وعندما استعاد عافيته عمل في الهيئة التشريعية للدولة من عام 1776 حتى 1779 حيث أصبح معروفا كتابع لتوماس جفرسون ومحمياً بنفوذه، وبهذه الصفة أصبح من الأعضاء البارزين سياسياً في ولاية فيرجينيا، وقد ساعد في وضع مسودة لإعلان الحرية الدينية في الولاية وإقناع الولاية في التخلي عن المناطق الشمالية الغربية للمجلس القاري والتي أصبحت فيما بعد تعرف بولاية أوهايو وإنديانا وإلينوي، ولكنه سرعان ما أثيرت مخاوفه اتجاه هشاشة الوثيقة الكونفدرالية، فقد كان من المؤيدين بشدة لوضع دستور جديد أثناء انعقاد الاجتماع الدستورى بولاية فيلادلفيا عام 1787، وأصبحت مسودته لخطة فيرجينيا ونظامه الثوري الفيدرالي ذو الأفرع الثلاثة القاعدة التي وضع على أساسها الدستور الأمريكي الحالي. ومن أجل الإسراع في التصديق على هذا الدستور انضم إلى ألكسندر هامليتون وجون جاي في كتابة الصحف الفيدرالية والتي أصبحت التفسير الوحيد للدستور بين التشريعيين والدارسين. وكانت المقالة العاشرة التي كتبها هي المقالة التي استشهد بها كثيراً والتي فسرت كيف ليمكن لبلد كبير ذو اهتمامات متنوعة وأحزاب مختلفة دعم النظام الجمهوري بصورة أفضل من بلد صغير تهيمن عليه اهتمامات خاصة محدودة، حتى أصبح تفسيره للدستور الجزء الرئيسي الجامع للآراء السياسية الأمريكية. وعندما كان يعمل كنائب في المجلس القاري بالفترة من 1780 إلى 1783 عُرف برجل المهام التشريعية الشاقّة وسيد المهام البرلمانية الخاصة.
و يعتبر السيد ماديسون من أقصر وأخف رؤساء الولايات المتحدة بحيث كان بيلغ طوله 1.64 متر ويزن 56 كيلوغرام.

## حياته السياسية المبكرة
عمل ماديسون بعد عودته إلى مونبلييه -قبل أن يقرر بعد في أي مجال سوف يعمل- كمدرس لأشقائه الصغار، وعندما تدهورت العلاقة بين المستعمرات الأمريكية وبريطانيا في أوائل سبعينيات القرن التاسع عشر بسبب مسألة الضرائب التي فرضتها بريطانيا حتى بلغت ذروتها في الحرب الثورية الأمريكية التي بدأت في عام 1775، اعتقد ماديسون أن البرلمان البريطاني قد تجاوز حدوده بفرض الضرائب على المستعمرات الأمريكية وتعاطف مع أولئك الذين قاوموا الحكم البريطاني، وفضل إلغاء مشروع إنشاء الكنيسة الأنجليكانية في فرجينيا؛ حيث اعتقد ماديسون أن الدين الراسخ بقوة لم يكن ضاراً من ناحية الحرية الدينية فحسب، بل كونه شجع الأذهان المغلقة وعدم الطاعة المطلقة لسلطة الدولة.
شغل ماديسون في عام 1774 مقعداً في لجنة السلامة المحلية وهي جماعة مؤيدة للثورة تشرف على الميليشيات المحلية، وتم تعيينه في أكتوبر عام 1775 برتبة عقيد في ميليشيا مقاطعة أورانج وخدم كرجل ثانٍ لوالده حتى تم انتخابه كمندوب في مؤتمر فرجينيا الخامس، والذي كُلف بإنتاج أول دستور لولاية فرجينيا.
لم يحضر ماديسون أبداً أية معركة في الحرب الثورية، وكان ذلك بسبب قصر قامته وحالته الصحية السيئة في أغلب الأحيان، ولكنه برز في سياسة فرجينيا كقائد في زمن الحرب. حيث أقنع المندوبين في مؤتمر فرجينيا الدستوري بتغيير إعلان حقوق فرجينيا لتوفير «حقوق متساوية»، بدلاً من مجرد «التسامح» بممارسة الدين. وأصبح ماديسون بعد سن دستور ولاية فرجينيا، جزءاً من مجلس فرجينيا للمندوبين وتم انتخابه لاحقاً لمجلس ولاية فرجينيا. وعندها أصبح حليفاً مقرباً للحاكم توماس جيفرسون. عمل ماديسون في مجلس الولاية من عام 1777 حتى عام 1779 عندما تم انتخابه لعضوية الكونغرس القاري الثاني ممثلاً الهيئة الحاكمة للولايات المتحدة.
واجهت البلاد حرباً صعبة ضد بريطانيا العظمى، بالإضافة للتضخم الجامح والمشاكل الاقتصادية وعدم التعاون بين مختلف أجزاء الحكومة. وهذا ما أدى بماديسون ليجعل من نفسه «حصان عمل» حيث أصبح خبيراً في القضايا المالية وخبيراً تشريعياً ورئيساً لمبنى التحالف البرلماني. واقترح تعديل مواد الاتحاد بعد إحباطه من فشل الولايات في توفير الطلبات المطلوبة، لمنح الكونجرس سلطة رفع الإيرادات بشكل مستقل من خلال التعريفات الجمركية على الواردات الأجنبية، وعلى الرغم من أن الجنرال جورج واشنطن وعضو الكونجرس ألكساندر هاملتون وغيرهم من الزعماء المؤثرين أيدوا التعديل أيضاً، لكنه خسر الفرصة وهذا لأنه فشل في أخذ أصوات جميع الولايات الثلاث عشرة.
كان ماديسون في فترة تواجده كعضو في الكونغرس مؤيداً قوياً للتحالف الوثيق بين الولايات المتحدة وفرنسا، كدافع للتوسع نحو الغرب، أصر في معاهدة باريس –التي أنهت الثورة لاحقاً– على وجوب ضمان الأمة الجديدة لحقها في الإبحار عبر نهر المسيسيبي والسيطرة على جميع الأراضي الواقعة شرقه. وبعد خدمته في الكونغرس من عام 1780 وحتى عام 1783، فاز ماديسون بالانتخاب لعضوية مجلس النواب في فرجينيا في عام 1784.

## والد الدستور

### الدعوة للاتفاق
استمر ماديسون بصفته عضواً في مجلس النواب في فرجينيا بالدفاع عن الحرية الدينية، وصاغ بالتعاون مع جيفرسون نظام فرجينيا الأساسي للحرية الدينية والذي تم تمريره في عام 1786 والذي كفل حرية الدين وتشريد كنيسة إنجلترا. أصبح ماديسون فيما بعد سمساراً للأراضي حيث اشترى بالاشتراك مع جيمس مونرو (أحد مستشاري جيفرسون) أرضاً على طول نهر الموهوك.
قلق ماديسون بشكل كبير بعد انتهاء الحرب الثورية في عام 1783 بشأن انقسام الدول وضعف الحكومة المركزية، حيث كان يعتقد أن «الديمقراطية المفرطة» تسببت بتدهور اجتماعي، وانزعج بشكل خاص من القوانين التي شرعت النقود الورقية ورفضت الحصانة الدبلوماسية لسفراء الدول الأخرى. هذا ما جعله يدعو طوال ثمانينيات القرن التاسع عشر إلى إصلاح مواد الاتحاد.
كما كان يشعر بقلق كبير إزاء عجز الكونجرس عن إدارة السياسة الخارجية وحماية التجارة الأمريكية وتشجيع تسوية الأراضي بين جبال الأبلاش ونهر المسيسيبي، حيث كتب ماديسون «لقد حدثت أزمة كانت لتقرر ما إذا كانت التجربة الأمريكية نعمة للعالم، أو أن تعبر إلى الأبد عن الآمال التي فجرتها القضية الجمهورية». والتزم ماديسون بدراسة القانون والنظرية السياسية بشكل مكثف، وتأثر بشدة بنصوص التنوير التي أرسلها جيفرسون من فرنسا، وسعى بشكل خاص للبحث في مجال القانون الدولي ودساتير «الاتحادات الكونفدرالية القديمة والحديثة» مثل الجمهورية الهولندية والاتحاد السويسري ورابطة أشيان.
اعتقد ماديسون أن الولايات المتحدة يمكنها تحسين التجارب الجمهورية السابقة بحكم حجمها ووجود المنافسة على المصالح المشتركة، وكان يأمل في تقليل انتهاكات قاعدة الأغلبية للحد الأدنى، وبالإضافة إلى ذلك كان ماديسون يشعر بالقلق إزاء حقوق الملاحة في نهر المسيسيبي، حيث استخف باقتراح جون جاي بأن تقبل الولايات المتحدة بمطالب الخصوم بالنهر لمدة خمسة وعشرين عاماً كما كان مقرراً، ولعبت رغبته في محاربة الاقتراح دوراً رئيسياً في تحفيز ماديسون للعودة إلى الكونغرس في عام 1787.
ساعد ماديسون في عام 1785 بتنظيم مؤتمر ماونت فيرنون والذي حسم النزاع المتعلق بحقوق الملاحة على نهر بوتوماك وكان بمثابة نموذج للمؤتمرات المستقبلية بين الولايات. وانضم إلى ألكساندر هاميلتون وغيره من المندوبين في اتفاقية أنابوليس عام 1786 للدعوة إلى عقد اتفاقية أخرى للنظر في تعديل المواد. ساعد ماديسون بعد أن تم انتخابه لولاية أخرى في الكونغرس في إقناع أعضاء الكونغرس الآخرين للتصديق على اتفاقية فيلادلفيا وذلك لاقتراح تعديلات جديدة. وعلى الرغم من أن العديد من أعضاء الكونغرس كانوا حذرين من التغييرات التي قد تجلبها الاتفاقية، اتفق جميعهم تقريباً على أن الحكومة الحالية تحتاج إلى نوع ما من الإصلاح. ضمن ماديسون أن جورج واشنطن والذي كان يتمتع بشعبية في جميع أنحاء البلاد وروبرت موريس الذي كان له تأثير في ولاية بنسلفانيا (التي كانت تعتبر ولاية حرجة)، سيدعم على نطاق واسع خطة ماديسون لتنفيذ الدستور الجديد، وعزز اندلاع تمرد شيس في عام 1786 على ضرورة الإصلاح الدستوري في عيون واشنطن والقادة الأميركيين الآخرين.

### اتفاقية فيلادلفيا
عمل ماديسون قبل الوصول إلى النصاب القانوني في مؤتمر فيلادلفيا في 25 مايو 1787 مع أعضاء آخرين من وفد فرجينيا، وخاصة إدموند راندولف وجورج ماسون لإنشاء وتقديم خطة فرجينيا. حيث كانت خطة فرجينيا تعتبر الخط العريض للدستور الاتحادي الجديد؛ وقام بالدعوة لتشكيل ثلاثة فروع للحكومة (التشريعية والتنفيذية والقضائية)، ومجلس تشريعي يتألف من مجلسين (مجلس الشيوخ الأمريكي ومجلس النواب بالولايات المتحدة) ومجلس المراجعة الفيدرالي الذي سيكون له حق الفيتو للقوانين التي أقرها الكونغرس. ومنحت خطة فرجينيا السلطة لمجلس الشيوخ الأمريكي لإلغاء أي قانون أقرته حكومات الولايات مما يعكس مركزية السلطة التي تصورها ماديسون.
لم تحدد خطة فرجينيا بوضوح هيكل السلطة التنفيذية، لكن ماديسون نفسه فضل أن تحوي سلطة تنفيذية واحدة. ولكن العديد من المندوبين فوجئوا عندما علموا أن الخطة دعت لإلغاء المواد وإنشاء دستور جديد يتم التصديق عليه من خلال اتفاقيات خاصة في كل ولاية بدلاً من الهيئات التشريعية. ورغم ذلك حظي الأمر بموافقة الحاضرين البارزين مثل واشنطن وبنجامين فرانكلين، ودخل المندوبون لجلسة سرية للنظر في الدستور الجديد.
على الرغم من أن خطة فرجينيا كانت بديلاً عن مخطط الدستور المعتمد، وعلى الرغم من أنه قد تم تغييرها على نطاق واسع أثناء النقاش، إلا أن استخدامها في المؤتمر قد دفع الكثيرين إلى تسمية ماديسون «والد الدستور». تحدث ماديسون خلال المؤتمر أكثر من مئتي مرة، وتحدث عنه زملاؤه المندوبون بكثرة، حيث كتب المندوب وليام بيرس «من الواضح أنه تولى زمام المبادرة في الاتفاقية، وكان دائماً يتقدم بصفته أفضل رجل مطّلع عند الإجابة على أي سؤال كبير».
اعتقد ماديسون أن الدستور الذي أصدرته الاتفاقية «سيقرر مصير الحكومة الجمهورية إلى الأبد» في جميع أنحاء العالم، واحتفظ بملاحظات كثيرة لتكون بمثابة سجل تاريخي للاتفاقية. كان ماديسون يأمل في أن يضمن تحالف الولايات الجنوبية والولايات الشمالية المكتظة بالسكان للموافقة على دستور مشابه إلى حد كبير للدستور المقترح في خطة فرجينيا. ولكن على الرغم من ذلك نجح مندوبو الولايات الصغيرة في المطالبة بمزيد من الصلاحيات لحكومات ولاياتهم وقدموا خطة نيوجيرسي كبديل، فاقترح روجر شيرمان رداً على ذلك حل كونيتيكتو والذي سعى لتحقيق التوازن بين مصالح الدول الصغيرة والكبيرة.
تم التخلي عن مجلس مراجعة ماديسون خلال المؤتمر، حيث تم منح كل ولاية تمثيلاً متساوياً في مجلس الشيوخ، وتم منح سلطة انتخاب أعضاء مجلس الشيوخ للمجالس التشريعية في الولايات بدلاً من مجلس النواب. كان ماديسون قادراً على إقناع زملائه المندوبين بالتصديق على الدستور من خلال التصديق على الاتفاقيات بدلاً من المجالس التشريعية للولاية، ولكنه لم يثق بهذا الحل. ساعد ماديسون أيضاً في ضمان تمتع رئيس الولايات المتحدة بالقدرة على الاعتراض على القوانين الفيدرالية وأن يتم انتخابه من خلال عملية انتخابية مستقلة عن الكونغرس. اعتقد ماديسون مع نهاية المؤتمر أن الدستور الجديد فشل في منح الحكومة الفيدرالية سلطة كافية مقارنة بحكومات الولايات، ولكنه كان لا يزال ينظر إلى الوثيقة باعتبارها تحسيناً لمواد الاتحاد الكونفدرالي.
يشير وود إلى أنه لم يكن السؤال النهائي المطروح أمام المؤتمر هو «كيفية تصميم الحكومة»، بل ما إذا كان ينبغي أن تظل الولايات ذات سيادة أو ما إذا كان ينبغي نقلها الحكومة الوطنية، أو أن يستقر الدستور في مكان ما بينهما. حيث أراد معظم المندوبون في اتفاقية فيلادلفيا أن يتم تمكين الحكومة الفيدرالية من زيادة الإيرادات وحماية حقوق الملكية. ولكن أمثال ماديسون الذين اعتقدوا أن الديمقراطية في المجالس التشريعية بالولاية مفرطة أرادوا نقل السيادة إلى الحكومة الوطنية، بينما الذين لم يعتقدوا أن هذه مشكلة أرادوا إصلاح مواد الكونفدرالية. حتى أن العديد من المندوبين الذين شاركوا ماديسون هدفه المتمثل في تقوية الحكومة المركزية، ردوا بقوة على التغيير الشديد في الوضع الراهن المعمول به في خطة فرجينيا. وعلى الرغم من أن ماديسون خسر معظم معاركه حول كيفية تعديل خطة فرجينيا إلا أنه أخذ النقاش بعيداً بالحديث عن موقع سيادة الدولة الخالصة. ونظراً لأن معظم الخلافات كانت حول ما يجب تضمينه في الدستور لكنها لم تكن سوى نزاعات حول توازن السيادة بين الولايات والحكومة الوطنية، وكان تأثير ماديسون حاسماً حيث يشير وود إلى أن مساهمة ماديسون النهائية لم تكن في تصميم أي إطار دستوري معين، بل كانت في تحويل النقاش نحو تسوية «للسيادة المشتركة» بين الحكومات الوطنية وحكومات الولايات.

## تأسيس الحزب الجمهوري الديمقراطي
بعد عام 1790، أصبحت إدارة واشنطن مستقطبة بين فئتين رئيسيتين. كانت الفئة الأولى بقيادة جيفرسون وماديسون، وكانت تمثل المصالح الجنوبية على نطاق واسع، وقد سعت نحو علاقات وثيقة مع فرنسا. أما الفئة الأخرى، فكانت برئاسة وزير المالية ألكسندر هاملتون، وكانت تمثل المصالح المالية الشمالية على نطاق واسع، وتفضل العلاقات الوثيقة مع بريطانيا. في عام 1791، قدم هاملتون خطة دعت إلى إنشاء بنك وطني لتقديم القروض إلى الصناعات الناشئة والإشراف على المعروض النقدي. اعتقد ماديسون أنه من خلال تمكين المصالح المالية، فإن البنك سيشكل تهديدًا للطبيعة الجمهورية للحكومة الأمريكية، وجادل بأن الدستور لم يمنح الحكومة الفيدرالية سلطة إنشاء مثل هذه المؤسسة. على الرغم من معارضة ماديسون، أقر الكونغرس مشروع قانون لإنشاء أول بنك للولايات المتحدة، وبعد فترة من التفكير، وقع واشنطن على مشروع القانون المصرفي في فبراير عام 1791. عندما نفذ هاملتون برنامجه الاقتصادي واستمر واشنطن بالتمتع بمكانة هائلة بصفته رئيسًا، أصبح ماديسون قلقًا بشكل متزايد حيال إمكانية سعي هاملتون لإلغاء الجمهورية الفيدرالية لصالح ملكية مركزية.
عندما قدم هاملتون تقريره عن المصنوعات، والذي دعا إلى اتخاذ إجراءات فيدرالية لتحفيز تنمية اقتصاد متنوع، تحدى ماديسون مرة أخرى اقتراح هاملتون على أسس دستورية. سعى إلى تعبئة الرأي العام من خلال تشكيل حزب سياسي يعتمد على معارضة سياسات هاملتون. جنبًا إلى جنب مع جيفرسون، ساعد ماديسون فيليب فرينو في تأسيس الناشيونال غازيت (الصحيفة الوطنية)، وهي صحيفة فيلادلفيا التي هاجمت مقترحات هاملتون. في مقال نُشر في الجريدة الوطنية في سبتمبر عام 1792، كتب ماديسون أن البلاد قد قُسمت إلى فئتين: فئته الخاصة، التي آمنت «بمبدأ أن البشرية قادرة على حكم نفسها»، وفئة هاملتون، الذي يزعم أنه سعى إلى إنشاء ملكية أرستقراطية وكان متحيزًا للأثرياء. تضامن المعارضون لسياسات هاملتون الاقتصادية، بما في ذلك العديد من مناهضي الفيدرالية السابقين، ليشكلوا الحزب الجمهوري الديمقراطي، في حين أن أولئك الذين ساندوا سياسات الإدارة شكلوا الحزب الاتحادي. في الانتخابات الرئاسية التي أُجريت في الولايات المتحدة عام 1792، أيد كلا الحزبين محاولة واشنطن الناجحة لإعادة انتخابه، لكن الجمهوريين الديمقراطيين سعوا لإقالة نائب الرئيس جون آدامز. نظرًا إلى أن قواعد الدستور كانت تمنع جيفرسون من تحدي آدمز من الأساس، دعم الحزب محافظ نيويورك جورج كلينتون لمنصب نائب الرئيس، لكن آدامز فاز في إعادة الانتخاب بفارق مريح في التصويت الانتخابي.
مع فقدان جيفرسون منصبه بعد عام 1793، أصبح ماديسون الزعيمَ الفعلي للحزب الجمهوري الديمقراطي. علقت الولايات المتحدة في المنتصف عندما دخلت بريطانيا وفرنسا الحرب في عام 1793، وبينما تركزت الاختلافات بين الجمهوريين الديمقراطيين والفدراليين في السابق على المسائل الاقتصادية، أصبحت السياسة الخارجية قضية ذات أهمية متزايدة لأن ماديسون وجيفرسون فضّلا فرنسا وهاملتون فضل بريطانيا. أصبحت الحرب مع بريطانيا وشيكة في عام 1794 بعد أن استولى البريطانيون على مئات السفن الأمريكية التي كانت تتاجر مع المستعمرات الفرنسية. اعتقد ماديسون أن حربًا تجارية مع بريطانيا ستنجح على الأرجح، وستسمح للأميركيين بترسيخ استقلالهم تمامًا. لن تستطيع جزر الهند الغربية البريطانية، كما أكد ماديسون، البقاء دون المواد الغذائية الأمريكية، في حين يمكن للأميركيين الاستغناء بسهولة عن المصنوعات البريطانية. تجنب واشنطن شن حرب تجارية، وبدلًا من ذلك، أمن علاقات تجارية ودية مع بريطانيا من خلال معاهدة جاي لعام 1794. غضب ماديسون وحلفاؤه الجمهوريون الديمقراطيون من المعاهدة، وكتب أحد الجمهوريين الديمقراطيين أن المعاهدة «تضحي بكل مصلحة أساسية وتمس بشرف بلدنا». أدت معارضة ماديسون القوية للمعاهدة إلى انقطاع دائم مع واشنطن، ما أنهى صداقة طويلة.

## روابط خارجية
- جيمس ماديسون على موقع الموسوعة البريطانية (الإنجليزية)
- جيمس ماديسون على موقع إن إن دي بي (الإنجليزية)